# Tesapeus
Tesapeus is een kevergeslacht uit de familie van de boktorren (Cerambycidae). De wetenschappelijke naam van het geslacht werd voor het eerst geldig gepubliceerd in 2012 door Galileo & Martins.

## Soorten
Tesapeus is monotypisch en omvat slechts de volgende soort:
- Tesapeus disjunctus Galileo & Martins, 2012